# Małżeństwo osób tej samej płci w Izraelu
Od 2006 roku Izrael uznaje na swoim terytorium małżeństwa osób tej samej płci zawarte za granicą, choć na jego terytorium pary homoseksualne nie mają możliwości zawarcia takiego małżeństwa.
Rozpoznawanie małżeństw osób tej samej płci w Izraelu zawartych poza jego granicami jest następstwem wydanego 29 listopada 2006 roku przez Sąd Najwyższy Izraela orzeczenia w sprawie wniesionej przez pięć gejowskich par, które uprzednio wzięły ślub w Kanadzie. Pary te złożyły petycje do sądu wyższej instancji z wnioskiem o zarejestrowanie ich związków na terenie kraju przez Ministerstwo Spraw Wewnętrznych. Petycje te zostały wsparte przez Stowarzyszenie na rzecz Praw Obywatelskich w Izraelu. Siedmioosobowy skład Sądu Najwyższego wydał stosunkiem głosów 6:1 orzeczenie nakazujące Ministerstwu przychylenie się do wniosku par.
Obecnie jednopłciowe pary zaślubione na terenach, gdzie małżeństwa homoseksualne są legalne, na terytorium Izraela są rejestrowane jako małżeństwa.
Rejestracja małżeństw osób tej samej płci oraz przeciwnej płci zawartych za granicą służy celom statystycznym, nie mniej z praktycznego punktu widzenia nadaje te same prawa co w przypadku małżeństw zawartych w Izraelu. Większość z tych praw (prócz ułatwień podatkowych oraz możliwości pełnej adopcji dzieci) była jednakże już wcześniej w kraju zapewniana parom homoseksualnym w ramach konkubinatów zalegalizowanych w 1994 roku.
Pierwszym małżeństwem homoseksualnym zarejestrowanym w Izraelu było małżeństwo Avi’ego i Binjamina Rose, zawarte w Kanadzie.
Legalizacja małżeństw osób tej samej płci w Izraelu jest obecnie mało prawdopodobna, gdyż w kraju nie można zawrzeć cywilnych małżeństw, a jedynie religijne. Ponadto nad instytucjami małżeństwa i rozwodu wyłączną kontrolę sprawuje ortodoksyjny rabinat, niechętny małżeństwom homoseksualnym.
Według badania Pew Research Center z 2023 roku, 56% Izraelczyków również sprzeciwia się legalizacji małżeństw osób tej samej płci, popiera je zaledwie 36% mieszkańców.